# Stephen Mirrione
Stephen Mirrione (17 de fevereiro de 1969) é um editor e montador estadunidense. Venceu o Oscar de melhor montagem na edição de 2001 por Traffic e também se tornou conhecido por Birdman or (The Unexpected Virtue of Ignorance) e The Revenant.